# Cidariophanes viridifascia
Cidariophanes viridifascia là một loài bướm đêm trong họ Geometridae.